# Whitesville (Kentucky)
Whitesville és una població dels Estats Units a l'estat de Kentucky. Segons el cens del 2000 tenia 632 habitants.

## Demografia
Segons el cens del 2000, Whitesville tenia 632 habitants, 250 habitatges, i 175 famílies. La densitat de població era de 542,3 habitants/km².
Dels 250 habitatges en un 36% hi vivien nens de menys de 18 anys, en un 52,8% hi vivien parelles casades, en un 14% dones solteres, i en un 30% no eren unitats familiars. En el 28% dels habitatges hi vivien persones soles el 18,4% de les quals corresponia a persones de 65 anys o més que vivien soles. El nombre mitjà de persones vivint en cada habitatge era de 2,53 i el nombre mitjà de persones que vivien en cada família era de 3,09.
Per edats la població es repartia de la següent manera: un 28,2% tenia menys de 18 anys, un 7,6% entre 18 i 24, un 24,2% entre 25 i 44, un 19,9% de 45 a 60 i un 20,1% 65 anys o més.
L'edat mediana era de 37 anys. Per cada 100 dones de 18 o més anys hi havia 81,6 homes.
La renda mediana per habitatge era de 25.655 $ i la renda mediana per família de 28.667 $. Els homes tenien una renda mediana de 31.000 $ mentre que les dones 17.917 $. La renda per capita de la població era de 13.477 $. Entorn del 13,4% de les famílies i el 12,8% de la població estaven per davall del llindar de pobresa.

## Poblacions més properes
El següent diagrama mostra les poblacions més properes.